# 別々川
別々川（べつべつがわ）は、北海道胆振総合振興局管内を流れ太平洋に注ぐ二級河川。別々川水系の本流である。

## 地理
北海道胆振総合振興局白老町と苫小牧市の市界に位置する樽前山山系の白老台地より源を発し、社台付近の太平洋に注ぐ。

## 地名由来
アイヌ語のペッ・ペッ（川・川）に由来。
「此川ハ西又は東へ曲流シテ殆ド別水カト疑ハシム故ニ」と云われている。

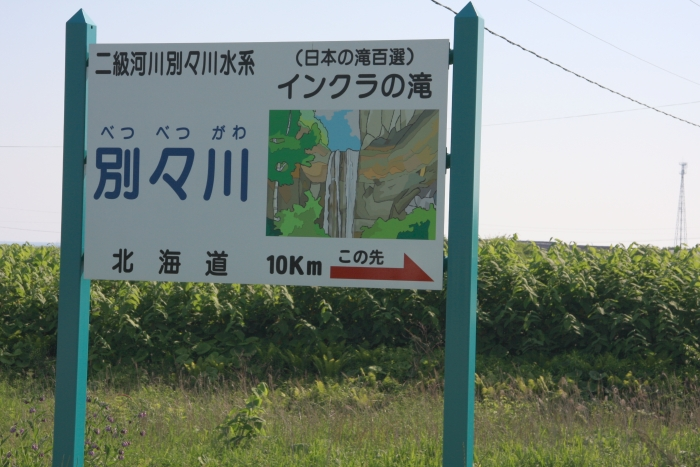
国道別々橋にある別々川の河川標識

## 治水
蛇行河川だったのが河道の線形改修工事を施し直線化された。
流域が人口希薄地域のため築堤や護岸は土砂が堆積・埋没して自然に還元しつつある。
別々川は白老町と苫小牧市を分つ河川であるが、蛇行河川だった痕跡が市町境界線の蛇行である。

## 流域の自治体
北海道
胆振総合振興局白老町,苫小牧市

## 支流
括弧内は流域の自治体
- 西別々川（白老町）

## 主な橋梁
- みのり橋
- 別々川橋 - 道央自動車道
- 別々川橋梁 - JR室蘭本線
- 国道別々橋 - 国道36号
- 町道別々橋